# Riekkola-Välivaara
Riekkola-Välivaara este o arie protejată (arie specială de conservare — SAC, sit de importanță comunitară — SCI) din Suedia întinsă pe o suprafață de 95,2 ha, integral pe uscat.

## Localizare
Centrul sitului Riekkola-Välivaara este situat la coordonatele 65°49′03″N 24°07′38″E / 65.8175°N 24.1273°E.

## Înființare
Situl Riekkola-Välivaara a fost declarat sit de importanță comunitară în iunie 2001 pentru a proteja un număr necunoscut de specii din flora spontană și fauna sălbatică aflate în arealul zonei. Situl a fost protejat și ca arie specială de conservare în martie 2011.

## Biodiversitate
Situată în ecoregiunile boreală și marină baltică, aria protejată conține 5 habitate naturale: Păduri naturale în etape succesive primare ale suprafețelor emergente de coastă, Estuare, Taiga vestică, Mlaștini turboase de tranziție și turbării mișcătoare, Pășuni de coastă din Baltica boreală.
La baza desemnării sitului se află un număr nedeclarat de specii protejate.